# Nationalstraße 306 (China)
Die Nationalstraße 306 (chinesisch 306国道, Pinyin 306 Guódào, englisch China National Highway 306), chin. Abk. G306, ist eine 497 km lange, in Ost-West-Richtung verlaufende Fernstraße im Nordosten Chinas in der Provinz Liaoning sowie auf dem Gebiet des Autonomen Gebiets Innere Mongolei. Sie führt von Suizhong an der Bohai-Bucht über Jianchang, Lingyuan, Chifeng und den Harqin-Banner nach Hexigten Qi in der Inneren Mongolei.